# برونو ألكسندر رودريغيز
برونو ألكسندر رودريغيز (بالبرتغالية: Bruno Alexandre Rodrigues‏) (6 فبراير 1989 في ساو باولو في البرازيل – )؛ هو لاعب كرة قدم سابق كان يلعب كمهاجم.

## وصلات خارجية
- برونو ألكسندر رودريغيز على موقع رابطة كرة القدم اليابانية للمحترفين (اليابانية)
- برونو ألكسندر رودريغيز على موقع قاعدة بيانات كرة القدم.إي يو (الإنجليزية)
- برونو ألكسندر رودريغيز على موقع Soccerway.com (الإنجليزية)